# Oleg Konstantinowitsch Serow
Oleg Konstantinowitsch Serow (russisch Олег Константинович Серов; * 19. Juli 1963; † 5. März 1986 in Krasnojarsk) war ein sowjetischer Skispringer.
Serow bestritt mit der Vierschanzentournee 1980/81 seine ersten Springen im Skisprung-Weltcup. In seinen ersten Springen blieb er jedoch erfolglos. Erst am 21. Februar 1981 in Thunder Bay konnte er mit dem 11. Platz seine ersten und einzigen Weltcup-Punkte gewinnen. Mit diesen Punkten lag er am Ende der Saison 1980/81 auf Platz 70 der Weltcup-Gesamtwertung.
Bei der Vierschanzentournee 1983/84 trat Serow erneut im Weltcup an, blieb jedoch erneut erfolglos. Im Jahre 1986 verunglückte er tödlich bei einem Sprung in Krasnojarsk.